# Eleições municipais em Salvador em 1985
As eleições municipais em Salvador em 1985 ocorreram em 15 de novembro, como parte das eleições em 201 municípios situados nos 23 estados brasileiros e nos territórios federais do Amapá e Roraima. Foi a primeira eleição da Nova República e a primeira onde os soteropolitanos escolheram seu alcaide pelo voto direto desde Virgildásio de Senna em 1962.
Nascido em Salvador, o administrador Mário Kertész assumiu o cargo de secretário de Planejamento no primeiro governo Antônio Carlos Magalhães, em 1971, e quatro anos depois tornou-se chefe de gabinete do referido político quando o mesmo assumiu a presidência da Eletrobras durante o Governo Ernesto Geisel. Após o retorno de Antônio Carlos Magalhães ao Palácio de Ondina através de uma eleição indireta em 1978, este nomeou Mário Kertész prefeito de Salvador em março do ano seguinte após votação unânime dos 43 deputados estaduais que compunham a bancada da ARENA na Assembleia Legislativa da Bahia. Empossado em 19 de março de 1979, ingressou no PDS no ano seguinte e manteve-se nos quadros do partido até renunciar em 4 de novembro de 1981 por divergências quanto à sucessão estadual, pois não pretendia apoiar Clériston Andrade. Filiado ao PMDB em agosto de 1982, viu sua esposa, Eliana Kertész, eleger-se vereadora na capital baiana nesse mesmo ano, e o próprio Mário Kertész foi eleito prefeito de Salvador por voto direto em 1985.
Também natural de Salvador, o advogado Marcelo Duarte formou-se pela Universidade Federal da Bahia em 1954, instituição onde foi professor, obtendo o doutorado em 1958. Procurador-geral de Justiça entre os governos Juracy Magalhães e Lomanto Júnior, foi preso durante dez dias no Quartel dos Fuzileiros Navais em Salvador sob o Regime Militar de 1964 em abril daquele ano. Filho de Nestor Duarte, elegeu-se deputado estadual via MDB em 1966, mas foi cassado pelo Ato Institucional Número Cinco em 1969, perdendo os direitos políticos por dez anos. Candidato a deputado federal pelo PMDB em 1982, não passou da sétima suplência, elegendo-se vice-prefeito de Salvador em 1985.
Um ponto curioso nessa eleição é que Antônio Carlos Magalhães, embora tenha apoiado a vitória de Tancredo Neves no Colégio Eleitoral, ainda pertencia ao PDS. Diante disso, seu grupo político foi representado nas urnas soteropolitanas por Edvaldo Brito, candidato do PTB. Menos de dois meses após a eleição, o grupo capitaneado por Magalhães ingressaria no PFL.

## Resultado da eleição para prefeito
Foram apurados 532.797 votos nominais, assim distribuídos:
| Candidatos a prefeito de Salvador | Candidatos a vice-prefeito     | Número | Coligação                                        | Votação | Percentual |
| --------------------------------- | ------------------------------ | ------ | ------------------------------------------------ | ------- | ---------- |
| Mário Kertész PMDB                | Marcelo Duarte PMDB            | 15     | Salvador vai mudar (PMDB, PDT, PSB)              | 328.256 | 61,23%     |
| Edvaldo Brito PTB                 | Otto Alencar PTB               | 14     | Aliança Democrática Progressista (PTB, PDS, PDC) | 96.130  | 17,95%     |
| França Teixeira PFL               | Antônio Carlos Guedes PFL      | 25     | PFL (sem coligação)                              | 67.604  | 12,61%     |
| Jorge Almeida PT                  | Sérgio Guimarães PT            | 13     | Frente Popular (PT, PCdoB)                       | 29.857  | 5,84%      |
| Luís Carlos Pugas PH              | Ana Cristina de Matos Vidal PH | 19     | PH (sem coligação)                               | 10.950  | 2,37%      |
| Fontes:                           |                                |        |                                                  |         |            |